# Колиба страха (филм из 2016)
Колиба страха (енгл. Cabin Fever) амерички је хорор филм из 2016. године, редитеља Трависа Заривнија, са Самјуелом Дејвисом, Гејџ Голајтли, Метјуом Дадариом, Надин Крокер и Дастином Инграмом у главним улогама. Представља римејк истоименог филма из 2002. редитеља Илаја Рота, као и четврти филм у истоименој франшизи.
Године 2011. најављено је снимање четвртог дела серијала под насловом Почетак епидемије, који је требало да буде сниман паралелно са филмовима Тексашки масакр моторном тестером 7 (2013) и Колиба страха 3: Нулти пацијент (2014) у Доминиканској Републици. Међутим, од овог наставка се одустало и уместо тога почело је да се ради на римејку оригиналног филма. Творац оригинала, Илај Рот, потписан је као извршни продуцент и сценариста, што римејк, поред првог дела, чини јединим филмом у серијалу у чијем стварању је Рот директно учествовао.
Филм је премијерно приказан 12. фебруара 2016. Остварио је комерцијални неуспех, добио негативне оцене критичара и сматра се најлошијим остварењем у серијалу Колиба страха. На сајту Ротен томејтоуз оцењен је са 0%.

## Радња
Петоро пријатеља, Пол, Карен, Берт, Марси и Џеф, одлазе у удаљену колибу у шуми на излет за викенд. Тамо се, путем воде, заразе опасном бактеријом која се храни људским месом. 

## Улоге
| Глумац         | Улога                   |
| -------------- | ----------------------- |
| Самјуел Дејвис | Пол                     |
| Гејџ Голајтли  | Карен                   |
| Метју Дадарио  | Џеф                     |
| Надин Крокер   | Марси                   |
| Дастин Инграм  | Берт                    |
| Ренди Шулман   | Хенри, пустињак         |
| Џорџ Грифит    | Кадвел                  |
| Дерик Р. Минс  | Денис                   |
| Луиза Линтон   | заменица шерифа Винстон |
| Тимоти Зајарос | Грим                    |
| Арон Трејнор   | Томи                    |
| Џејсон Роус    | Фенстер                 |
| Бентон Морис   | Бејли                   |
| Тереса Декер   | Емили                   |
| Травис Заривни | шериф Линколн           |